# Francis Meadow Sutcliffe
Francis Meadow (Frank) Sutcliffe (Headingley, 6 de octubre de 1853 - Aislaby, Scarborough, 31 de mayo de 1941) fue un fotógrafo inglés. Sus trabajos más relevantes fueron las fotografías que representaban la vida portuaria en Whitby.
Su padre era el pintor Thomas Sutcliffe, pero cuando Francis acabó sus estudios básicos decidió dedicarse a la fotografía en vez de dedicarse a la pintura. Su especialidad fue la fotografía de retrato, comenzó trabajando en Royal Tunbridge Wells, después se trasladó a Whitby donde se casó y estuvo viviendo en Sleights, un pueblo vecino. De su matrimonio tuvo un hijo y tres hijas.

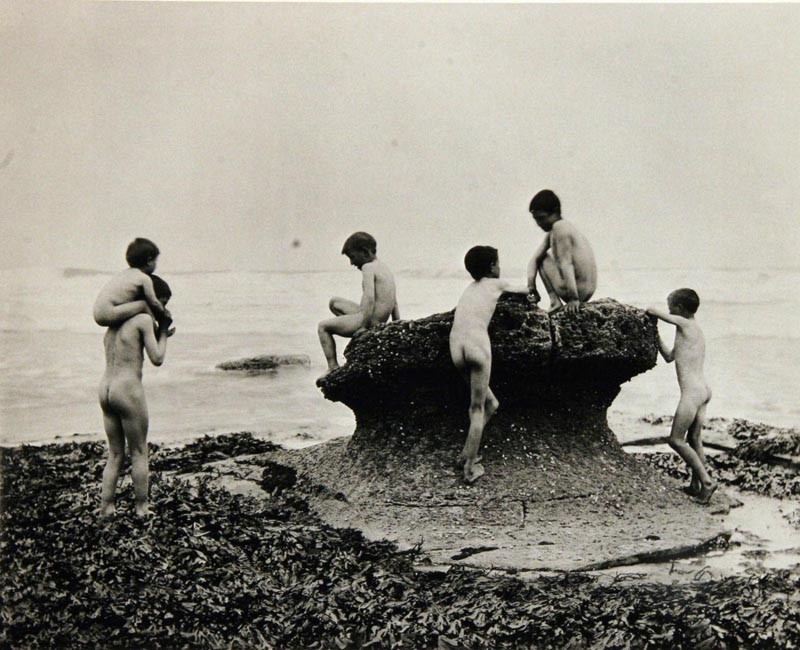
Water Rats, c. 1900.

Fue uno de los miembros cofundadores de The Linked Ring. En la exposición fotográfica The Photographic Salon realizada en la Galería Dudley en 1863 y organizada por The Linked Ring, sus fotografías sobre la vida en la ciudad portuaria de Whitby fueron acogidas con admiración por la crítica.
En su obra fotográfica se declaró seguidor de Peter Henry Emerson y su Fotografía Naturalista. También estuvo influido por la pintura realista francesa. Una de sus fotografías más conocida es Water Rats que originó cierta polémica al presentar a varios chicos desnudos; en ella empleó las normas pictóricas sobre desnudos para demostrar que la fotografía podría ser arte. No obstante, fue excomulgado por un clérigo local.
Fue miembro de la Royal Photographic Society y estuvo trabajando para Francis Frith. También escribió sobre teoría fotográfica en el Yorkshire Weekly Post en una columna denominada Photography Notes así como en Amateur Photography defendiendo a la fotografía como arte.